# Agylla sinensis
Agylla sinensis là một loài bướm đêm thuộc phân họ Arctiinae, họ Erebidae.